# Dimero dell'acqua protonato
Il dimero dell'acqua {\displaystyle (\mathrm {H_{2}O} )_{2}} può legare uno ione {\displaystyle {\ce {H+}}}, formando il complesso intermolecolare 
{\displaystyle (\mathrm {H_{2}O} )_{2}\mathrm {H} ^{+}} secondo la reazione di protonazione
{\displaystyle (\mathrm {H_{2}O} )_{2}+\mathrm {H} ^{+}\to (\mathrm {H_{2}O} )_{2}\mathrm {H} ^{+}}

## Struttura e proprietà

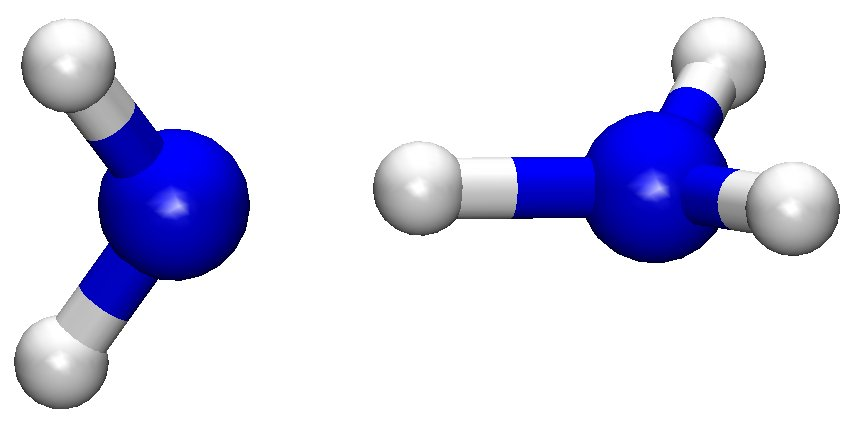
Struttura Eigen del dimero dell'acqua protonato. In blu gli atomi di ossigeno, bianchi gli atomi di idrogeno.

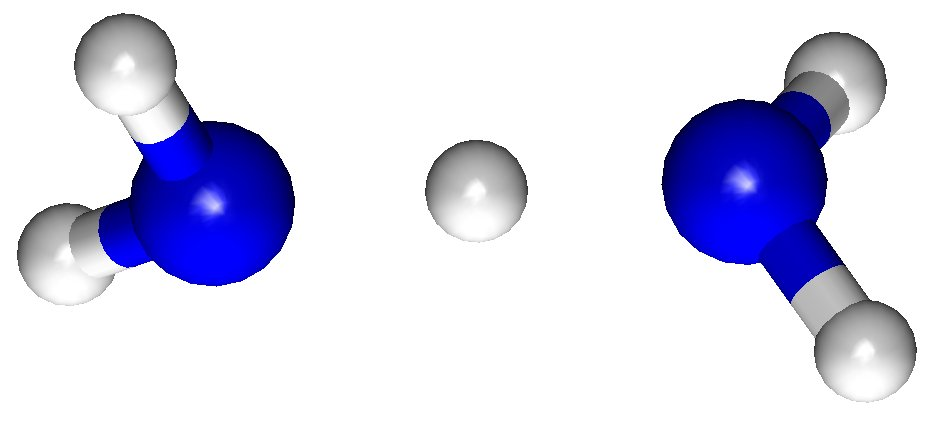
Struttura Zundel del dimero dell'acqua protonato. In blu gli atomi di ossigeno, bianchi gli atomi di idrogeno.

il complesso {\displaystyle (\mathrm {H_{2}O} )_{2}\mathrm {H} ^{+}} può avere due principali configurazioni geometriche a seconda della posizione del protone {\displaystyle {\ce {H+}}}. Se il protone è fortemente legato ad una delle due molecole di acqua, il sistema può essere considerato come il complesso intermolecolare tra {\displaystyle {\ce {H3O+}}} e {\displaystyle {\ce {H2O}}} e viene chiamato Eigen . 
Se invece protone è condiviso in modo uguale dalle due molecole di acqua, 
la struttura è chiamata Zundel. Le due strutture possiedono differenti proprietà di simmetria e
la loro relativa stabilità è stata stimata attorno a {\displaystyle 1,2\,\mathrm {kJ/mole} } a favore dell'isomero Zundel utilizzando i metodi della chimica quantistica.
L'energia di interazione tra il dimero (H2O)2 e il dimero protonato {\displaystyle (\mathrm {H_{2}O} )_{2}\mathrm {H} ^{+}} nel vuoto è chiamata affinità protonica di {\displaystyle (\mathrm {H_{2}O} )_{2}}
{\displaystyle \Delta E=E[(\mathrm {H_{2}O} )_{2}\mathrm {H} ^{+}]-E[\mathrm {H_{2}O} ]_{2}}
L'affinità protonica sperimentale del dimero dell'acqua è {\displaystyle 808\pm 6\,\mathrm {kJ/mole} }.